# Mikael Nyberg (folkhögskolerektor)
Berndt Mikael Nyberg, född 7 februari 1871 i Helsingfors, död 11 januari 1940 i Äänekoski, var en finländsk folkhögskolerektor, kyrkomusiker och psalmdiktare. Han var bror till Bertel och Paul Nyberg.
Nyberg utexaminerades 1893 från Helsingfors musikinstitut, var 1898–1917 lektor i musik vid Sordavala seminarium och förestod från 1920 Jamilahti kristliga folkhögskola norr om Ladoga. Han var en förgrundsgestalt på den andliga musikens område; komponerade inemot fyrahundra musikstycken, främst kör-, duett- och solosånger. Han publicerade även dikter på svenska.
Han har komponerat flera preludier och koraler, bland annat koralen till När får jag se dig, Frälsare kär, publicerad som nr 648 i Den svenska psalmboken 1986.